# Echeta brunneireta
Echeta brunneireta là một loài bướm đêm thuộc phân họ Arctiinae, họ Erebidae.